# 주한 이스라엘 대사관
주한 이스라엘 대사관(히브리어: שגרירות ישראל בסיאול‎)은 이스라엘 정부가 대한민국 서울특별시에 설치된 대사관이다. 현직 주한 이스라엘 대사는 아키바 토르이다.

## 역사
이스라엘은 대한민국과 1962년 4월 대사급 외교 관계를 수립하였고, 1964년 8월 주한 이스라엘 대사관을 상주하는 형식으로 개설되었다. 그러나 1978년 2월 아랍 주변국에게 등을 돌리게 되자, 1978년 2월 기존의 상주공관을 잠시 폐쇄하는 대신 주일 이스라엘 대사관이 한국을 겸임하도록 조치하게 되는 식으로 변경되었다. 그러자 1980년대 중반 무렵 한국이 이스라엘과의 관계 강화가 필요하다는 의견이 있어 1989년 안으로 주한 이스라엘 대사관의 재개설을 촉구하려고 하다가, 결국 1992년 1월 주한 이스라엘 대사관이 다시 개설되어 오늘에 이르고 있다. 이와는 반대로 주이스라엘 대한민국 대사관도 1993년 12월 다시 개설되었다. 반면 이스라엘은 조선민주주의인민공화국(북한)과 수교하지 않는 상태인데, 조선민주주의인민공화국은 이스라엘을 주권 국가로 인정하지 않고 팔레스타인만을 주권 국가로 인정하고 있어서 적대 관계를 형성하고 있다.

## 연혁
- 1964년 8월 : 주한 이스라엘 대사관 개관
- 1978년 2월 : 주한 이스라엘 대사관 폐쇄
- 1992년 1월 : 주한 이스라엘 대사관 재개관

## 주요 업무
업무를 보는 것들은 대한민국 정부와의 유대 강화를 필두로 하여, 정치적·경제적·사회적·문화적인 협력이 있고, 외교·경제 정보 수집, 무역 증진, 외교 정책 홍보, 문화·학술·체육 교류 협력, 대한민국 내에 거주중인 이스라엘인들의 국민 보호, 육성, 국적 및 호적 그리고 여권 업무는 물론 한국을 방문하고 있는 이스라엘인 관광객들에 대한 사증 발급을 주요 업무로 담당한다. 다만, 현재는 코로나19 범유행 이슈에 따라 긴급하여 방문 및 체류하게 되는 특수 인력 외에는 관광을 전면적으로 금지시키고 있다.

## 근무 시간
- 매주 월~목요일 : 오전 9시 ~ 오후 5시
- 매주 금요일 : 오전 9시 ~ 오후 3시
- 휴무일 : 다음과 같음.
  - 토요일, 일요일
  - 대한민국의 공휴일
  - 이스라엘 독립기념일(영어판) 등 이스라엘의 공휴일

## 같이 보기
- 이스라엘의 재외공관 목록
- 대한민국 주재 외국공관 목록
- 주이스라엘 대한민국 대사관
- 대한민국-이스라엘 관계